# Ceramiche Bartoloni B.T.O.
La Ceramiche Bartoloni B.T.O. S.p.A. è stata una azienda italiana attiva nella produzione di laterizi e ceramiche. Venne fondata nel 1860 da Osvaldo Bartoloni che impiantò a Treia uno dei primi esempi di fornace all'americana: l'acronimo B.T.O. sta per Bartoloni Treia Osvaldo.

## Storia
Il suo sviluppo maggiore si ebbe alla fine della Seconda guerra mondiale, quando l'azienda incominciò ad avere le dimensioni di piccolo insediamento industriale, grazie al boom dell'edilizia, e mantenendo da sola l'intera economia treiese che in precedenza si basava prevalentemente sull'agricoltura. Il boom economico ed edilizio degli anni 1960 comportarono una notevole diversificazione della produzione con conseguente ampliamento strutturale ed occupazionale della Bartoloni, che divenne una tra le più importanti realtà nelle Marche.
La produzione era costituita da Grès porcellanato, Monocottura Extra Durium, Klinker e Cotto Antico. Tra le prime industrie a produrre il grès porcellanato, la società fu anche attiva nella ricerca, con un suo brevetto per il trattamento S.R.I. stain resistant (antimacchia-antiusura-antiscivolo) che portarono l'azienda a vendere i propri prodotti in tutto il mondo ed essere un punto di riferimento internazionale per qualità ed innovazione. Alcuni esempi sono il Metroplaza Towers di Hong Kong, l'Hamarain Center di Dubai, il Howgate Centre in Scozia, il Ford Henry Shopping Center in Tennesee, il Northeross Mall in Texas, il Regency Square Mall in Florida e la pavimentazione della metropolitana di Londra. Parallelamente l'azienda produceva anche vere e proprie opere d'arte in laterizio come quelle realizzate per alcune vie e palazzi che circondano la basilica di San Pietro (Palazzi Propilei) e Palazzo Venezia. Presso l'Appia Antica di Roma la B.T.O. ha fornito pavimenti in cotto speciale a disegno per le ville di Gina Lollobrigida, di Maria Denis, di Gianni Agnelli e di Massimo Girotti, tanto per citarne alcuni fra i nomi più illustri. Una benemerenza importante va segnalata, risalente al 1905: in quell'anno la Bartoloni venne insignita della medaglia d'oro per i prodotti realizzati e presentati a Marsiglia.
Nel 1996 l'ultimo proprietario, il commendatore Raffaello Bartoloni, vendette le attività al gruppo di ceramiche indonesiano quotato alla borsa di Jakarta, PT Intikeramik Alamasri Industri Tbk. Gli anni seccessivi videro un lento ma costante declino, dovuto alla mancanza di nuovi investimenti da parte della nuova proprietà e alla crisi finanziaria asiatica tra il 1997 e il 1998 che portarono alla chiusura degli stabilimenti in Italia, avvenuta nel maggio 2001 e il conseguente trasferimento della produzione in Indonesia dove la Bartoloni ora opera sotto il marchio Essenza Tiles.

Interno degli stabilimenti

Interno degli stabilimenti

L'azienda è anche ricordata nel romanzo della scrittrice Dolores Prato Giù la Piazza non c'è nessuno:
Quando per la prima volta mi capitò di vedere il grande pannello con l’equilibrata iniziale di Treja sospeso sulla faraonica accozzaglia dell’Eur, fu come l’incontro lontano con l’inesistente Piazza dell’Olmo di Treja. Anche questa volta Treja coperse tutta Roma [...] Né un colore, né un gesto, né un segno mi è rimasto di Osvaldo che non era nome estivo, ma residente, nome che non aveva paura [...] Osvaldo e una fornace per cuocere i mattoni. Una fornace era già una fabbrica e Osvaldo il suo creatore»